# From Dust
From Dust (ふろむだすと) は、2011年にUbisoftによって開発、発表されたゴッドゲームである。

## 概要
プレイヤーは神となり、砂や水を移動させる。